# Hobo Flats
| Recensione | Giudizio |
| ---------- | -------- |
| AllMusic   |          |

Hobo Flats è un album dell'organista jazz statunitense Jimmy Smith, pubblicato dalla casa discografica Verve Records nell'aprile del 1963 .

## Tracce

### LP
Lato A
1. Hobo Flats – 4:45 (musica: Oliver Nelson) – Registrato il 20 marzo 1963 al Webster Hall di New York
2. Blue Berry Hill – 4:52 (testo: Al Lewis, Larry Stock – musica: Vincent Rose) – Registrato il 15 marzo 1963 al A&R Studios di New York
3. Walk Right In – 3:28 (musica: Erik Darling, Willard Svanoe) – Registrato il 15 marzo 1963 al A&R Studios di New York
4. Trouble in Mind – 4:20 (musica: Richard M. Jones) – Registrato il 15 marzo 1963 al A&R Studios di New York

Lato B
1. The Preacher – 6:10 (musica: Horace Silver) – Registrato il 20 marzo 1963 al Webster Hall di New York
2. Meditation – 3:03 (testo: Newton Mendonça, Norman Gimbel (testo in inglese) – musica: Antônio Carlos Jobim) – Registrato il 15 marzo 1963 al A&R Studios di New York
3. I Can't Stop Loving You – 4:27 (Don Gibson) – Registrato il 20 marzo 1963 al Webster Hall di New York

- Il brano: Walk Right In è generalmente attribuito a Gus Cannon e Hosea Woods

## Musicisti
Hobo Flats / The Preacher / I Can't Stop Loving You
- Jimmy Smith – organo
- Oliver Nelson – arrangiamenti, conduttore orchestra
- Joe Newman – tromba
- Ernie Royal – tromba
- Clark Terry – tromba
- Jimmy Cleveland – trombone
- Urbie Green – trombone
- Quentin Jackson – trombone
- George Dorsey – sassofono alto
- Phil Woods – sassofono alto
- Al Cohn – sassofono tenore
- Zoot Sims – sassofono tenore
- George Duvivier – contrabbasso
- Bill Rodriguez – batteria

Blue Berry Hill / Walk Right In / Trouble in Mind / Meditation
- Jimmy Smith – organo
- Oliver Nelson – arrangiamenti, conduttore orchestra
- Joe Newman – tromba
- Ernie Royal – tromba
- Clark Terry – tromba
- Jimmy Cleveland – trombone
- Urbie Green – trombone
- Quentin Jackson – trombone
- George Dorsey – sassofono alto
- Phil Woods – sassofono alto
- Al Cohn – sassofono tenore
- Zoot Sims – sassofono tenore
- Milt Hinton – contrabbasso
- Jimmy Johnson – batteria[4]

Note aggiuntive
- Creed Taylor – produttore
- Registrazioni effettuate a New York City il 15 e 20 marzo 1963
- Bob Simpson – ingegnere delle registrazioni
- Ray Hall – ingegnere delle riregistrazioni
- Val Valentin – direzione ingegneria registrazione
- Chuck Stewart – foto copertina album originale
- Del Shields (WDAS FM, Philadelphia) – note retrocopertina album originale[5]

## Classifica
Album
| Anno | Classifica    | Posizione raggiunta |
| ---- | ------------- | ------------------- |
| 1963 | Billboard 200 | 18                  |